# 태현 (가수)
태현(본명: 강태현, 2002년 2월 5일 ~ )은 대한민국의 보이그룹 투모로우바이투게더의 멤버이다.